# از مروارید تا نفت
کتاب از مروارید تا نفت تاریخ خلیج فارس از بندر سیراف تا کنگان و عسلویه تألیف رضا طاهری

## مقدمه چاپ اول
رضا طاهری در شروع مقدمه کتاب می‌نویسد: «می‌گویند در بندری کوچک و قدیمی دختری همیشه در حال گریه کردن بود. اشک‌های دخترک تبدیل به مروارید می‌شد. مردم با جمع‌آوری دانه‌های مروارید و فروش آن زندگی می‌کردند. آن بندر در سالیان کوتاهی یکی از بندرهای بزرگ و آبادان جهان شد. مردم شاد و خندان زندگی می‌کردند، اما دخترک همیشه گریه می‌کرد و کسی نمی‌دانست چرا؟

## معرفی کتاب
- از آنجا که به گفته ابن خلدون گذشته با آینده چون آب با آب برابر است، ضرورت نوشتن کتابی برای معرفی خلیج فارس، بنادر قدیمی آن و تاریخ عروس بنادر تجاری جهان سیراف، شهر سندباد بحری، در مقایسه با وضعیت امروز الزامی به نظر می‌رسید، از این رو در این کتاب با بررسی و تفحص و غور در بیش از ۳۰۰ کتاب معتبر و مرجع تاریخی و تحقیقات میدانی تلاش شده‌است، پیشینه مردمان حاشیه خلیج فارس به‌ویژه شهرستان کنگان از هزاره‌های پیشین تا امروز بررسی شود، تا در کنار توسعه صنعت نفت، هویت تاریخی این مردم به فراموشی سپرده نشود و حضور صنعت جدید موجب از هم گسیختگی بافت فرهنگی نشود، شاید با یادآوری گذشته شاهد توسعه یکپارچه، متوازن و آگاهانه در حاشیه خلیج فارس باشیم.
- در این کتاب خلاصه وار تاریخ ایران و خلیج فارس بررسی می‌شود و آن گاه به صورت جزئی تر به تاریخ سواحل خلیج فارس و سپس منطقه‌ای بنام شیبکوه خلیج فارس (واقع در جنوب شرق استان بوشهر و در حد فاصل کوه‌های زاگرس تا دریای خلیج فارس که بنک و کنگان تا گاوبندی را فرا می‌گیرد) پرداخته می‌شود.
- موضوعات این کتاب در سه بخش تنظیم شده‌است:
  - در بخش اول تمدن سیراف تا دوران زوال است که به ناگزیر خلاصه‌ای از وضعیت دریای فارس را به آن افزوده شده و نگاهی نیز به دیگر بندرها و شهرهای خلیج فارس دارد.
  - بخش دوم که حدود ۴۰ درصد حجم کتاب است به تاریخ کنگان پس از دوران ویرانی سیراف و از دوران صفویه تا معاصر اختصاص داده شده‌است، این کتاب معرفی بنادر و سواحل جنوبی خلیج فارس، پسکرانه خلیج فارس و وضعیت تاریخی ایران در هر دوره را به صورت تحلیلی ارائه داده‌است.
  - علاوه بر این دو بخش، برای معرفی کامل‌تر بنادر شیبکوه، مطالبی را با عنوان بخش‌سوم (ضمیمه‌ها) به آن پرداخته شده، کارنامه نفت ایران،[۵] کارنامه گاز در منطقه ویژه اقتصادی انرژی پارس، کارنامه مروارید،[۶] معرفی شناورهای چوبی دریایی ایران انواع لنج،[۷] از بازرگانی تا سلطه گری کشورهای اروپایی در خلیج فارس،[۸] خانوده‌های عرب مهاجر از سواحل جنوبی به سواحل شمالی خلیج فارس، نگاهی به بندر کنگان در حال حاضر و همسایگان آن از نوشته‌های بخش ضمیمه‌اند.
- این کتاب جز کتاب‌های برگزیده جهت شرکت در نمایشگاه بین‌المللی فرانکفورت آلمان در سال ۹۳ می‌باشد.[۹] هم‌زمان با روز ملی خلیج فارس و پنجمین جشنواره بین‌المللی فرهنگی هنری خلیج فارس سال ۹۴ از این کتاب رونمایی شد.[۱۰]